# Laila Schou Nilsen
Laila Schou Nilsen (n. 18 martie 1919, Vestre Aker⁠(d), Comuna Oslo⁠(d), Norvegia – d. 30 iulie 1998, Oslo, Norvegia) a fost o jucătoare de tenis norvegiană, medaliată olimpică. A participat la 2 ediții ale Jocurilor Olimpice (1936, 1948) în care a câștigat o medalie de bronz.